# The Fastest Kid Alive
The Fastest Kid Alive è il quinto album in studio del gruppo punk rock statunitense Adolescents, pubblicato nel giugno 2011.

## Tracce
1. Operation FTW
2. Inspiration
3. Wars Aren't Won, Wars Are Fought
4. One Nation, Under Siege
5. Babylon by Bomb
6. Too Fast, Too Loud
7. Learning to Swim
8. Can't Change the World with a Song
9. Orange Crush
10. Serf City
11. Jefferson Memorial Dance Revolution
12. Tokyo au Go-Go
13. No Child Left Behind
14. Branded
15. Peace Don't Cost a Thing

## Formazione
- Tony Reflex – voce
- Steve Soto – basso, cori
- Armando del Rio – batteria, cori
- Mike McKnight – chitarra
- Joe Harrison – chitarra
- Greg Stocks – cori